# Alfred Cellier

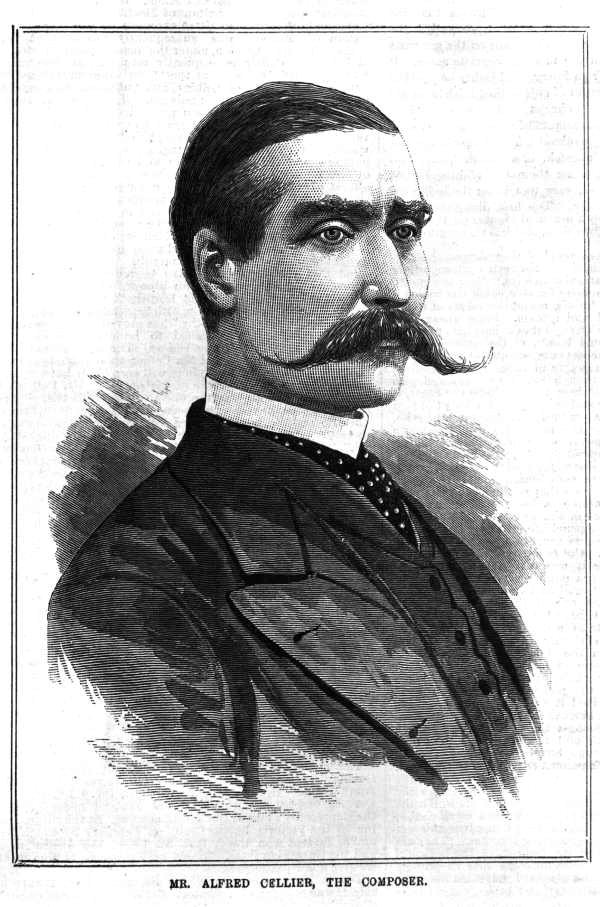
Alfred Cellier

Alfred Cellier (* 1. Dezember 1844 in London; † 28. Dezember 1891 in London) war ein englischer Organist, Dirigent und Komponist.
Cellier komponierte über ein Dutzend Opern und andere Bühnen- und Orchesterwerke, von denen seine komische Oper Dorothy am bekanntesten war. Er dirigierte die Uraufführungen zahlreicher Operetten von Gilbert und Sullivan und war darüber hinaus an vielen weiteren Theatern in London, New York sowie auf Tourneen in Großbritannien, den Vereinigten Staaten und Australien als Dirigent tätig.
Alfred Cellier wurde als Sohn des Französischlehrers Arsène Cellier geboren. Von 1855 bis 1860 war er Chorsänger an der Chapel Royal; zu seinen Schulkameraden zählte Arthur Sullivan. Celliers beruflicher Werdegang begann mit Organistenstellen an der All Saints Church, Blackheath, London sowie in Belfast; dort wurde er auch Leiter der Belfast Philharmonic Society. 1868 kehrte er nach London zurück, wo er Organist an St Alban’s, Holborn wurde. Cellier strebte eine Karriere als Opernkomponist an und begann mit der Komposition von komischen Opern und Operetten. 1871 wurde er musikalischer Leiter des Court Theatre und dann des Prince’s Theatre in Manchester. 1877 wurde er musikalischer Leiter von Richard D’Oyly Cartes Operngesellschaft, für die er zahlreiche Aufführungen dirigierte.
Cellier starb 1891 in seinem Haus in Bloomsbury, London. Sein Grab befindet sich auf dem West Norwood Cemetery.